# Partha Chatterjee
Partha Chatterjee (पार्थ चटर्जी; Calcutta, 5 novembre 1947) è un sociologo indiano, membro fondatore del collettivo Subaltern Studies, è attualmente direttore del Centre for Studies in Social Sciences di Calcutta e Visiting Professor di Antropologia alla Columbia University.
Ha effettuato studi interdisciplinari, quali scienze politiche, antropologia e storia.
Si è laureato in scienze politiche a Calcutta e si è specializzato presso l'Università di Rochester, a New York.
È professore di scienze politiche ed è stato direttore del centro studi in scienze sociali a Calcutta, ed è attualmente docente alla Columbia University di New York.
Collabora alla pubblicazione della rivista letteraria Baromash.
Fra le sue pubblicazioni si ricordano Nationalist Thought and the Colonial World (1986), The Nation and Its Fragments (1993) e Oltre la cittadinanza (2003).

## Opere principali
- The Politics of the Governed (2004) - Edizione Italiana Oltre la cittadinanza, Meltemi Editore, Roma, 2006
- A Princely Impostor (2002)
- The Present History of West Bengal (1997)
- The Nation and its Fragments (1993)
- Nationalist Thought and the Colonial World: A Derivative Discourse? (1986)

## Opere in italiano
- Oltre la cittadinanza. La politica dei governati., Meltemi, Roma, 2006